# 私工大懇話会
私工大懇話会（しこうだいこんわかい）は、教職員や学生の研究教育活動に資することを目的に組織された、首都圏に位置する私立工科系大学図書館のネットワークである。

## 概要
加盟大学図書館同士の相互協力の一環として、資料の閲覧、貸出サービスが行われている。 ただし、共通の入館証は用意されていない。そのため他大学図書館入館に際しては身分証携行が必須であり、その旨を係員に伝えなければならない。

## 沿革
1981年11月に組織された。
1960年代、芝浦工業大学図書館職員が私的に開催していた懇話会に端を発するという見方がある。当時参集していたのは主に埼玉県内の私大図書館関係者であり、中には文系大学も混ざっていたという。
70年代に入ると大学紛争が激化し、中心的職員も大学を去ったことから会は自ずと休会状態になる。
80年代に入り、大学に平穏は取り戻されたものの、私立と国公立の物量の差は圧倒的であった。そのような時代背景のもと、このような私工大ネットワークが生まれ、発端となった当初の私的会合の名残りを命名に際し一部に冠したとも言われている。

## 参加図書館
- 足利大学 - 附属図書館
- 神奈川工科大学 - 附属図書館
- 工学院大学 - 新宿図書館・八王子図書館
- 埼玉工業大学 - 図書館
- 芝浦工業大学 - 豊洲図書館・大宮図書館
- 湘南工科大学 - 附属図書館
- 千葉工業大学 - 新習志野図書館・津田沼図書館
- 東京工科大学 - メディアセンター図書館
- 東京工芸大学 - 中央図書館
- 東京電機大学 - 千住センター・鳩山センター
- 東京都市大学 - 図書館
- 東京理科大学 - 神楽坂図書館・葛飾図書館・野田図書館
- 日本工業大学 - LCセンター図書館